# Benjamin Baillaud
Édouard Benjamin Baillaud (født 14. februar 1848 i Chalon-sur-Saône, død 8. juli 1934 i Paris) var en fransk astronom.
Baillaud var 1872—75 ansat ved observatoriet i Paris, blev 1879 direktør for observatoriet i Toulouse og 1908 direktør for observatoriet i Paris. Foruden talrige matematiske og astronomiske afhandlinger meddelte i publikationer fra Videnskabsselskabet i Toulouse og Paris og observatoriet i Toulouse, har han publiceret Cours d'astronomie (I, II, Paris 1893—96). Baillaud afgik som direktør for observatoriet i Paris 1926. Han arbejdede ivrigt efter 1. verdenskrig for oprettelsen af interallierede videnskabelige unioner.